# گورا (استان اوپوله)
گورا (به لهستانی: Góra) یک منطقهٔ مسکونی در لهستان است که در گمینا نگمودلین واقع شده‌است.